# Карли Плејс (Њујорк)
Карли Плејс (енгл. Carle Place) насељено је место без административног статуса у америчкој савезној држави Њујорк.

## Демографија
По попису из 2010. године број становника је 4.981, што је 266 (-5,1%) становника мање него 2000. године.
| Група             | 2000.         | 2010.         |
| Белци             | 4.427 (84,4%) | 3.881 (77,9%) |
| Афроамериканци    | 99 (1,9%)     | 105 (2,1%)    |
| Азијати           | 286 (5,5%)    | 392 (7,9%)    |
| Хиспаноамериканци | 408 (7,8%)    | 552 (11,1%)   |
| Укупно            | 5.247         | 4.981         |